# Poltinaho
Poltinaho est une ancienne caserne militaire devenue une section du quartier d'Ahvenisto à Hämeenlinna en Finlande.

## Présentation
La caserne est fondée au XVIIIe siècle pour le régiment des dragons. 
Les bâtiments les plus anciens qui subsistent aujourd'hui datent du milieu du XIXème siècle. 
La zone de la caserne a été convertie pour un usage résidentiel. 
Miekkalinna, le principal poste de police d'Hämeenlinna, est situé dans la partie orientale de Poltinaho.